# Phippsiella nipoma
Phippsiella nipoma är en kräftdjursart som beskrevs av J. L. Barnard 1961. Phippsiella nipoma ingår i släktet Phippsiella och familjen Stegocephalidae. Inga underarter finns listade i Catalogue of Life.